# A Peroxa
Pour la localité de la parroquia de Santiago de Boente dans la province de La Corogne, voir A Peroxa (Boente). Pour le hameau de la parroquia de Burres dans la province de La Corogne, voir A Peroxa (Burres).
A Peroxa est une commune de la province d'Ourense en Espagne située dans la communauté autonome de Galice.